# Union Syndicale de l'Aviation Civile-CGT
 (décembre 2014).
L’USACcgt (Union Syndicale de l'Aviation Civile - CGT), créée le 12 décembre 1957, est un syndicat professionnel français de défense du personnel de la Direction générale de l'Aviation civile affilié à la Fédération nationale de l'équipement et de l'environnement CGT depuis 2013 et à l'Union Fédérale des Syndicats de l’État depuis sa création.

## Historique
L'USACcgt est fondé par l'adhésion de l'USAC à la CGT.
L'USACcgt rejoint en janvier 1983 la Fédération des transports CGT. En juin 2013, elle quitte cette fédération au profit de la Fédération nationale de l'équipement et de l'environnement CGT, qui est l'interlocuteur officiel du gouvernement pour tout ce qui relève du dialogue social ministériel concerné.

## Activités
L'USACcgt n’est plus le premier syndicat de la DGAC depuis les dernières élections professionnelles en 2022. Il a laissé sa place au SNCTA (27,8%). L’USACcgt est actif dans tous les services de la DGAC, ainsi que dans toutes les instances de dialogue social : protocoles, comités techniques, commissions paritaires, groupes de suivi, groupes de travail, comités d'hygiène, de sécurité et des conditions de travail...
En plus de la FNEE CGT, l'USACcgt est membre de l'Union Fédérale des Syndicats de l'Etat (UFSE-CGT), ainsi que de plusieurs unions et fédérations nationales et locales de la CGT. 
L'USACcgt est également active au niveau européen, grâce à son affiliation à l'ETF (European Transport workers' Federation).

## Fonctionnement interne
Son organisation se compose de plusieurs secrétaires nationaux (SN) chargés de la représentation, d'un Bureau national (BN) pour l'administration courante, et d'une Commission exécutive nationale (CEN), organe décisionnaire composée d'une cinquantaine de membres.
En parallèle, l'USACcgt fonctionne avec des Commissions spécifiques (CS), comme par exemple, la CS "ICNA", la CS "Communication" ou encore la CS "Stratégie Systèmes".

## Personnel défendu
L'USACcgt est un syndicat confédéré ; tout en défendant les grands équilibres entre les différents corps, il défend l'ensemble des personnels travaillant à la DGAC (titulaires ou non titulaires) c'est-à-dire :
- Les personnels techniques (Ingénieurs du contrôle de la navigation aérienne (ICNA), Ingénieur des études et de l'exploitation de l'aviation civile (IEEAC), Ingénieurs Électronique des Systèmes de la Sécurité Aérienne (IESSA), Techniciens supérieurs des études et de l'exploitation de l'aviation civile (TSEEAC))
- Les personnels administratifs de l'aviation civile (attachés, assistants et adjoints d'administration)
- les ouvriers d'état
- les agents contractuels (non titulaires)
- les agents à statut Équipement (TSDD, ITPE, OPA du SNIA, STAC, ...)
- les travailleurs sociaux et paramédicaux (assistant de service social, conseillers techniques de service social, infirmier(e)s)

## Communication
L'USACcgt communique avec les agents de la DGAC par voie de tracts papier, mais aussi par mail, applications smartphone, flux RSS, ainsi que par les principaux réseaux sociaux.